# Ellinikós Laïkós Apeleftherotikós Stratós

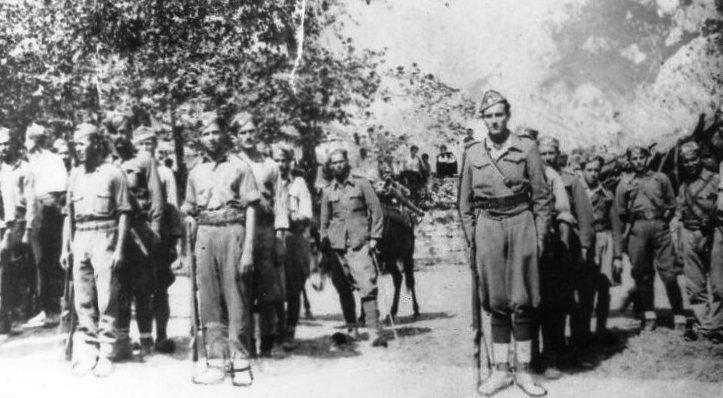
Membri dell'ELAS

Lo Ellinikós Laïkós Apeleftherotikós Stratós (in sigla ELAS traslitterato dal greco: Ελληνικός Λαϊκός Απελευθερωτικός Στρατός, in italiano Esercito popolare greco di liberazione, spesso erroneamente chiamato Esercito nazionale di liberazione del popolo ovvero Εθνικός Λαϊκός Απελευθερωτικός Στρατός, Ethnikós Laïkós Apeleftherotikós Stratós) fu il braccio militare del partito di sinistra Fronte di liberazione nazionale (Εθνικό Απελευθερωτικό Μέτωπο, Ethniko Apeleftherotiko Metopo, E.A.M.) durante la seconda guerra mondiale operante nel periodo della resistenza greca fino al febbraio 1945.

## Storia
Il movimento fu attivo dal 22 giugno 1941 quando la guerra contro l'occupante italo-tedesco venne proclamata in un villaggio, Domnista, da Arīs Velouchiōtīs a capo di un gruppo di una decina di guerriglieri di fronte alla popolazione locale.
Il gruppo fu attivo su tutto il territorio nazionale in azioni di guerriglia e sabotaggi, con l'aiuto dei servizi segreti Alleati. Una delle azioni più eclatanti fu l'operazione Harling, nota come battaglia di Gorgopotamos. Alcuni suoi membri furono anche coinvolti, ma senza fornire aiuto attivo, nei fatti che portarono all'eccidio di Cefalonia. Mentre erano ancora in corso le ostilità con l'Asse, l'ELAS fu anche protagonista di scontri con gli altri movimenti resistenziali greci, Ethnikos Dimokratikos Ellinikos Syndesmos (EDES) e Ethniki kai Koinoniki Apeleftherosis (EKKA), scontri che terminarono grazie alla mediazione dei britannici, ma che divamparono ancora più forti nel dopoguerra, portando alla guerra civile greca.
Infatti l'E.A.M. forte del fatto che nel marzo del 1944, prima della ritirata dell'esercito nazista dalla Grecia, controllava la maggior parte del territorio nazionale, istituì un governo provvisorio e il suo supporto nel territorio arrivò ad un numero di sostenitori pari a due milioni, su una popolazione di sette milioni di abitanti.
L'E.A.M. avrebbe dovuto disarmarsi l'11 gennaio 1945 secondo l'Accordo di Varkiza, sottoscritto dal segretario del Partito Comunista di Grecia per l'ELAS/EAM e dal ministro degli affari esteri in rappresentanza del governo di Geōrgios Papandreou, tornato dall'esilio conseguente alla campagna di Grecia. L'incontro a Varkiza fu organizzato in seguito agli scontri armati nel centro di Atene (Dekemvrianà) tra l'E.L.A.S. e le forze inglesi, arrivate in Grecia contemporaneamente al rientro dall'esilio del governo ellenico. Nell'accordo era prevista la consegna di quantità specificate di armi da parte del movimento e una amnistia per i delitti specificati come "politici", ma gli scontri denominati Dekemvriana (di dicembre) portarono ad una quantità di reati che vennero ritenuti comuni dal governo e pertanto si inasprì lo scontro sul piano militare, portando anche alla messa fuori legge del partito comunista greco il 27 dicembre 1947.